# Doctorat (Belgique)
Pour les articles homonymes, voir doctorat.
Le doctorat désigne en Belgique le diplôme de troisième cycle universitaire, sanctionnant une expérience de recherche depuis la mise en place du processus de Bologne entré en application l'année académique 2005-2006. L'accès au doctorat nécessite un diplôme de master (formation de minimum 300 crédits ECTS donc minimum 5 ans).
La durée du doctorat est au minimum de trois ans, mais il est généralement de quatre ans (si le doctorant a obtenu une bourse)[source insuffisante],[source insuffisante] ou de six ans (si le doctorant obtient un poste d'assistant à l'université, où il ne travaille qu'à mi-temps sur son doctorat),[source insuffisante], renouvelable un an, voire deux ans si justifié.[réf. nécessaire]
Les doctorats sont exclusivement délivrés par les universités. Certaines écoles supérieures des arts ou hautes écoles sont habilitées à la recherche sous contrat de co-organisation avec une université diplômante.[réf. nécessaire]
Le doctorat commence par une formation doctorale qui consiste à réussir 60 ECTS (i.e. un an minimum) de cours d'approfondissement en rapport avec la thèse et en parallèle entame cette dernière. Ensuite, le doctorant a 4 ans (en cas de bourse) ou 6 ans (si le doctorant occupe un poste d'assistant à l'université) pour réaliser sa thèse, mais celle-ci doit au minimum durer 3 ans. Il est fréquent que les doctorants soient en outre chargés de donner des travaux pratiques à des étudiants en bachelier ou master.
Selon les universités et départements, l'étudiant doit en outre soutenir une thèse en une ou deux étapes. Soit une seule défense publique devant un jury de 5 professeurs et un public, soit d'abord une défense privée réalisée par devant le jury d'un minimum de 5 Professeurs, puis la soutenance publique, à laquelle peut participer un public, autre que le jury.[réf. nécessaire] Le diplôme d'études approfondies (DEA), précédemment de troisième cycle, fut remplacé par le « master à finalité approfondie », en deuxième cycle (voir master).
Un certificat de formation à la recherche équivalent à 60 crédits ECTS peut être délivré au cours du doctorat, il est principalement dédié à des activités de recherche et ne peut donc comprendre plus de 30 crédits ECTS acquis en apprentissage. Les titulaires d'un master approfondi bénéficient automatiquement d'une valorisation maximum des crédits ECTS d'apprentissage.
En somme, il faut compter au minimum 8 ans d'étude (bachelier (3 ans), master (2 ans), doctorat (3 à 7 ans)) avant de pouvoir occuper un poste de chercheur en Belgique.[réf. souhaitée]

## Particularités
Un étudiant en possession d'un master de 60 crédits comptabilise 240 crédits ECTS (avec les 180 du bachelier) équivalent à minimum 4 ans d'étude. Il doit donc reprendre ses études pour obtenir 60 ECTS de plus (i.e. une année supplémentaire), en vue d'entreprendre un doctorat (300 ECTS antérieurs exigés i.e. 5 ans minimum d'étude ; il s'agit du master).[réf. souhaitée]
Le principe 3 + 2 + 3 caractérise le système des accords de Bologne,: 
| Doctorat (3)                |                         | Doctorat (3) |
| Master (2)                  | DEA - DESS (1)          |              |
|                             | Licence (2)             |              |
|                             |                         |              |
| Bachelier (3)               | Candidature (2)         |              |
|                             |                         |              |
| Actuel système de Grade BMD | Ancien système de Grade |              |

- 3 ans pour le bachelier[5],[6]
- + 2 années supplémentaires pour le master[5],[6]
- + 3 à 7 années supplémentaires pour le doctorat[5],[6].

En Belgique, la durée classique d'une thèse de doctorat est restée, après Bologne, fixée à 3 ans au strict minimum (en cas de bourse). Les bourses de financement de thèse de doctorat délivrées par le Fonds National pour la Recherche Scientifique (F.N.R.S.) couvrent en effet une période de quatre années. Dans le second cas, les doctorants peuvent être embauchés par l'Université qui les accueille au titre d'assistant. Dans ce cas, en plus de leur projet de recherche, ils sont chargés d'encadrer des travaux pratiques d'étudiants de premier ou deuxième cycle universitaire. La durée de leurs contrats s'élève au maximum à 6 années.

## Titre
En Belgique, le titre de Docteur (Dr) est réservé au détenteur d’un diplôme de Doctorat de 3e cycle. Placé avant le nom, il joue la fonction de civilité, fait alors partie du nom propre, et porte de ce fait une majuscule (par exemple « Docteur Martin »).[réf. souhaitée]
Les détenteurs d’un Master ou d’un Master de spécialisation en médecine ou en médecine vétérinaire ont également le droit de porter le titre professionnel de Docteur en médecine ou de Docteur en médecine vétérinaire mais il s'agit pas d'un titre académique, le grade correspondant à ces études demeurant celui de Master.

## Débouchés
Un titre académique de docteur est requis par la loi pour assumer la tâche de chargé de cours à l'université, premier rang du corps académique.

## Anciennement
Le Doctorat a également désigné avant le processus de Bologne le deuxième cycle des sciences médicales (médecine, dentisterie, équivalent de la licence pour d'autres spécialités). Plus anciennement encore, il désignait le deuxième cycle des études de droit.
Cependant, l'annexe II au décret du 31 mai 2004 définissant l’enseignement supérieur octroie le titre professionnel de « docteur en médecine » aux personnes détenant le grade académique de médecin (master). Aussi, les personnes détenant le grade académique de vétérinaire portent le titre professionnel de « docteur en médecine vétérinaire ». Ce titre n'est pas à confondre avec un « titre académique ».